# مهدی مشکوةالدینی
مهدی مشکوةالدینی (متولد ۲۰ دی ۱۳۲۰، مشهد)، زبانشناس ایرانی و استاد بازنشسته دانشگاه فردوسی مشهد است. او عضو پیوسته انجمن زبان‌شناسی آمریکا است.

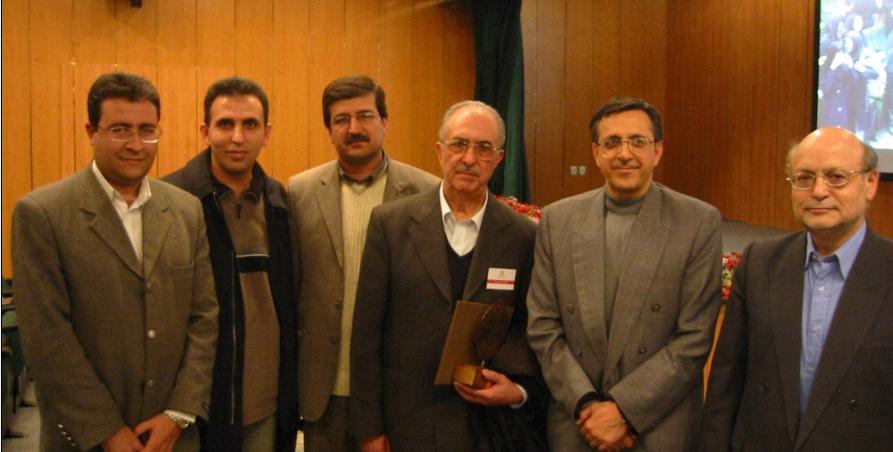
از راست: مهدی مشکوةالدینی، محمد دبیرمقدم، ساسان سپنتا، احمد معین‌زاده، مهرداد نغزگوی کهن و محمد راسخ مهند، ششمین کنفرانس زبان‌شناسی، دانشگاه علامه طباطبایی، ۱۳۸۳

## تحصیلات
- دکترای زبان‌شناسی، دانشگاه تهران، ۱۳۵۷
- کارشناسی ارشد زبان‌شناسی، دانشگاه تهران، ۱۳۵۰
- کارشناسی دبیری زبان انگلیسی، دانشگاه فردوسی مشهد، ۱۳۴۳

## سوابق
او در سال ۱۳۸۴ به عنوان استاد نمونه کشوری وزارت علوم، تحقیقات و فناوری معرفی شد. همچنین ضمن تدریس و پژوهش، در سمت‌های مدیر گروه زبان‌شناسی دانشگاه فردوسی مشهد (۶۲–۱۳۵۸)، معاون آموزشی دانشکده ادبیات و علوم انسانی دانشگاه فردوسی مشهد (۶۹–۱۳۶۲)، قائم مقام رئیس دانشکده ادبیات و علوم انسانی (۷۵–۱۳۷۲)، رئیس دانشکده ادبیات و علوم انسانی (۸۰–۱۳۷۷) و نیز رئیس شورای تخصصی علوم انسانی هیئت ممیزه دانشگاه فردوسی مشهد (۸۰–۱۳۷۳) و عضو شورای برنامه‌ریزی زبان‌شناسی وزارت علوم، تحقیقات و فناوری خدمت کرده‌است.

## آثار

### کتاب‌ها
- «آموزش زبان فارسی»، تهران: انتشارات وزارت آموزش و پرورش، ۱۳۷۷
- «دستور زبان فارسی بر پایه نظریه گشتاری»، مشهد: انتشارات دانشگاه فردوسی، ۱۳۶۶ (ویراست دوم ۱۳۷۹)
- «دستور زبان فارسی: واژگان و پیوندهای ساختی»، تهران: انتشارات سمت، ۱۳۸۴
- «توصیف و آموزش زبان فارسی»، مشهد: انتشارات دانشگاه فردوسی، ۱۳۷۹
- «ساخت آوایی زبان»، مشهد: انتشارات دانشگاه فردوسی، ۱۳۶۴ (ویراست دوم ۱۳۷۴)
- «سیر زبانشناسی»، مشهد: انتشارات دانشگاه فردوسی، ۱۳۷۳ (برگزیده کتاب سال دانشگاه تهران)
- «فهرست نسخه‌های خطی فارسی موجود در کتابخانه مؤسسه شرق‌شناسی جمهوری چک»، قم: کتابخانه آیت‌الله مرعشی، ۱۳۸۳
- «فرهنگ فارسی چکی» (تألیف گروهی)، تهران: انتشارات بین‌المللی الهدی، ۱۳۸۳
- «روان‌شناسی زبان»، تهران: انتشارات سمت